# 館林信用金庫
館林信用金庫（たてばやししんようきんこ、英語：Tatebayashi Shinkin Bank）は、群馬県館林市に本店を置く信用金庫である。館林市の指定金融機関である。
2007年（平成19年）11月26日を目処にアイオー信用金庫との対等合併をすることで合意したが、館林信金側が人事諸制度等の合併準備に遅れが出ていたことから、無期延期となっている。

## 沿革
- 1926年（大正15年）6月23日 有限責任館林信用組合を設立
- 1951年（昭和26年）10月 信用金庫法に基づき、館林信用金庫となる
- 2007年（平成19年）5月15日 アイオー信用金庫と合併について、当金庫側が人事諸制度等の合併準備に遅れが出ていることを理由に、合併を延期することを公表
- 2025年（令和7年）2月10日 この日から磁気の影響を受けにくい新しい通帳（Hi-Co通帳）を取扱開始した(Hi-Co通帳に対応していない信用金庫ATMではHi-Co通帳は使えない)[1]

## 営業地区
- 群馬県 ： 館林市、太田市、桐生市（旧新里村、黒保根村を除く）、邑楽郡
- 栃木県 ： 佐野市（旧田沼町、葛生町を除く）、足利市、栃木市（旧栃木市、大平町、都賀町を除く）
- 埼玉県 ： 加須市（旧加須市、騎西町、大利根町を除く）

## ATMベンダ
富士通のFACT-Vを採用している。